# Zarytschanka
Zarytschanka (ukrainisch Царичанка; russisch Царичанка Zaritschanka) ist eine Siedlung städtischen Typs in der ukrainischen Oblast Dnipropetrowsk mit etwa 7000 Einwohnern (2024). Bis Juli 2020 war der Ort das Zentrum des gleichnamigen Rajons Zarytschanka.

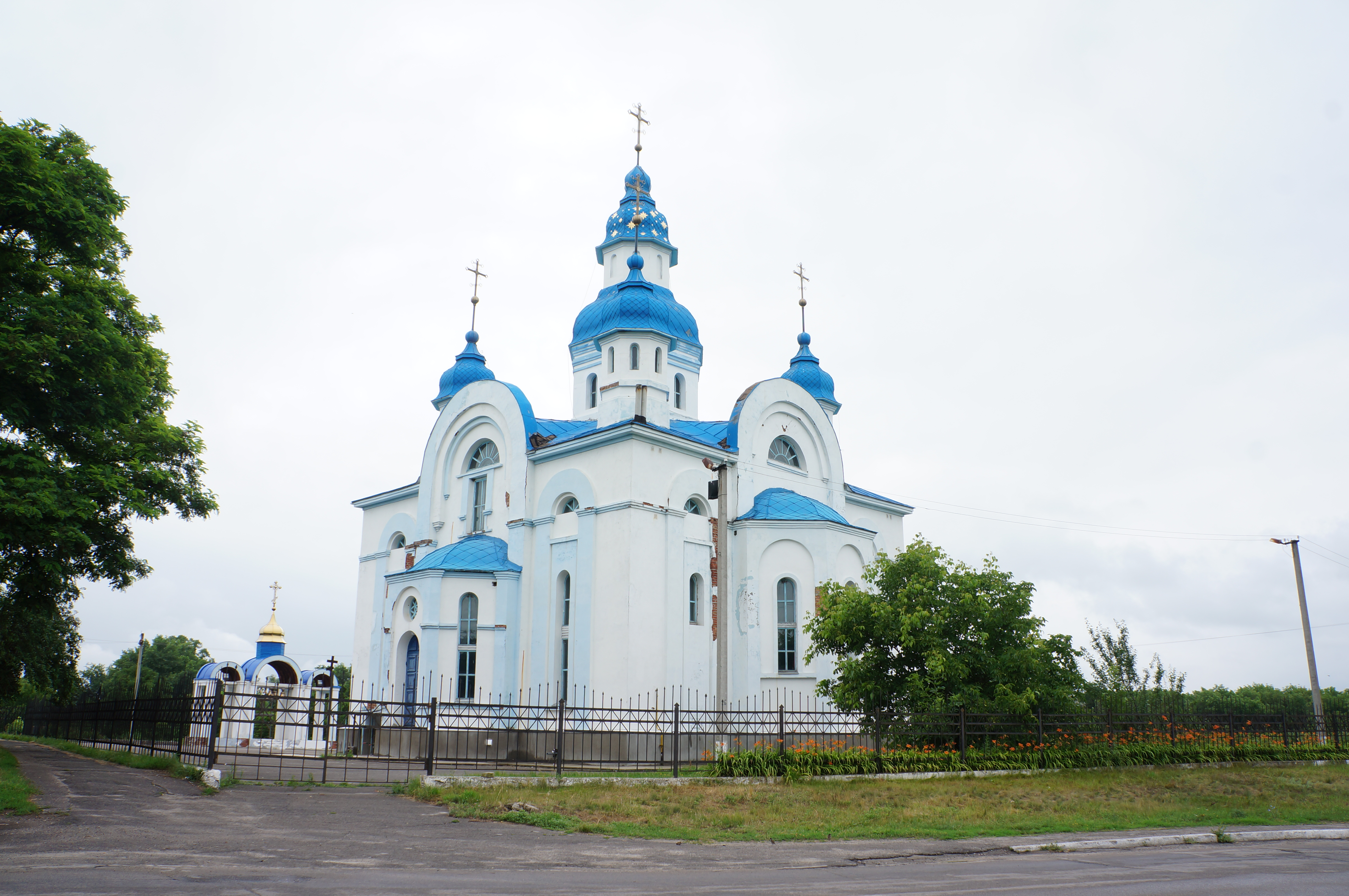
Kirche im Ort

Die im Norden der Oblast liegende Siedlung Zarytschanka wurde im 17. Jahrhundert gegründet und ist seit 1957 eine Siedlung städtischen Typs. Zwischen 1784 und 1797 hieß die Stadt Alexopol.
Zarytschanka liegt etwa 65 Kilometer nordwestlich von Dnipro am Ufer des Oril.

## Verwaltungsgliederung
Am 16. August 2016 wurde die Siedlung zum Zentrum der neugegründeten Siedlungsgemeinde Zarytschanka (Царичанська селищна громада/Zarytschanska selyschtschna hromada). Zu dieser zählen auch die 22 in der untenstehenden Tabelle aufgelisteten Dörfer, bis dahin bildete sie zusammen mit den Dörfern Drahiwka, Dubowe, Kalyniwka, Lyskiwka, Pylypiwka, Seljaniwka, Tarassiwka und Turowe die gleichnamige Siedlungsratsgemeinde Zarytschanka (Царичанська селищна рада/Zarytschanska selyschtschna rada) im Zentrum des Rajons Zarytschanka.
Am 17. Juli 2020 kam es im Zuge einer großen Rajonsreform zum Anschluss des Rajonsgebietes an den Rajon Dnipro.
Folgende Orte sind neben dem Hauptort Zarytschanka Teil der Gemeinde:
| Name                     | Name            | Name                                   |
| ukrainisch transkribiert | ukrainisch      | russisch                               |
| ------------------------ | --------------- | -------------------------------------- |
| Babajkiwka               | Бабайківка      | Бабайковка (Babaikowka)                |
| Drahiwka                 | Драгівка        | Драговка (Dragowka)                    |
| Dubowe                   | Дубове          | Дубовое (Dubowoje)                     |
| Hnatiwka                 | Гнатівка        | Гнатовка (Gnatowka)                    |
| Iwano-Jarysiwka          | Івано-Яризівка  | Ивано-Яризовка (Iwano-Jarisowka)       |
| Jurjiwka                 | Юр'ївка         | Юрьевка (Jurjewka)                     |
| Kalyniwka                | Калинівка       | Калиновка (Kalinowka)                  |
| Kuschtschiwka            | Кущівка         | Кущёвка (Kuschtschjowka)               |
| Lyskiwka                 | Лисківка        | Лысковка (Lyskowka)                    |
| Mychajliwka              | Михайлівка      | Михайловка (Michailowka)               |
| Nenadiwka                | Ненадівка       | Ненадовка (Nenadowka)                  |
| Nowostrojiwka            | Новостроївка    | Новостроевка (Nowostrojewka)           |
| Preobraschenka           | Преображенка    | Преображенка                           |
| Prjadiwka                | Прядівка        | Прядовка (Prjadowka)                   |
| Pylypiwka                | Пилипівка       | Пилиповка (Pilipowka)                  |
| Saorillja                | Заорілля        | Заорилье (Saorilje)                    |
| Seljaniwka               | Селянівка       | Селяновка (Seljanowka)                 |
| Semeniwka                | Семенівка       | Семёновка (Semjonowka)                 |
| Tarassiwka               | Тарасівка       | Тарасовка (Tarassowka)                 |
| Tscherwona Orilka        | Червона Орілька | Червоная Орелька (Tscherwonaja Orelka) |
| Turowe                   | Турове          | Турово (Turowo)                        |
| Werbowe                  | Вербове         | Вербовое (Werbowoje)                   |

## Bevölkerung
| 1959  | 1970  | 1979  | 1989  | 2001  | 2016  |
| ----- | ----- | ----- | ----- | ----- | ----- |
| 5.655 | 6.190 | 7.403 | 8.584 | 7.933 | 7.515 |

Quelle: